# Tångtjärnen (Stavnäs socken, Värmland)
Tångtjärnen är en sjö i Arvika kommun i Värmland och ingår i Göta älvs huvudavrinningsområde.